# TfL Rail
TfL Rail era la denominazione applicata a due distinte linee ferroviarie suburbane di Londra, prima della realizzazione del progetto del Crossrail, ideato per collegarle. Nel maggio 2022, all'apertura della porzione centrale del Crossrail, la TfL Rail ha abbandonato la precedente denominazione ed è divenuta Elizabeth Line.

## Storia
TfL Rail ha acquisito il controllo del servizio metropolitano Liverpool St.-Shenfield nel maggio del 2015. Il servizio è stato rinominato in Elizabeth line, con l'apertura del passante ferroviario che è la sezione centrale sotterranea di tale linea.

## Materiale rotabile
Le operazioni del TfL Rail sono cominciate con la già esistente flotta di Classe 315 che operavano nel servizio suburbano precedente. Queste unità saranno rimpiazzate da sessantasei nuovi trani Classe 345, costruiti dalla Bombardier Transportation.
| Classe             | Immagine | Tipo         | Velocità max (km/h) | Carrozze | Numero | Percorsi serviti                           | Anni costruzione | Anni di servizio |
| ------------------ | -------- | ------------ | ------------------- | -------- | ------ | ------------------------------------------ | ---------------- | ---------------- |
| Classe 315         |          | elettrotreno | 120                 | 4        | 44     | Liverpool Street ↔ Shenfield               | 1980–81          | 2015–terminato   |
| Classe 345 Aventra |          | elettrotreno | 145                 | 9        | 66     | Reading/Heathrow T4 ↔ Abbey Wood/Shenfield | 2015–18          | 2017-terminato   |

Gli esistenti treni Classe 315 continueranno a essere ricoverati presso l'esistente deposito di Ilford, mentre la flotta di Classe 345 verrà ricoverata presso il nuovo deposito di Old Oak Common.